# Floris Göbel
Floris Johannes Antonius Göbel (1997) is een Nederlands presentator, columnist en youtuber. Hij is daarnaast bekend als natuur- en dierenexpert.

## Biografie
Göbel studeerde Economie aan de Universiteit van Amsterdam. Na zijn studie in Amsterdam, volgde hij aan de Universiteit van Wageningen cursussen over biologie en diergedrag. Daarna volgde hij de mediaopleiding aan de TV Academy in Amsterdam.
Sinds 2017 werkt Göbel samen met Britt Dekker om het programma DierenpraatTV op YouTube te presenteren. Het kanaal DierenpraatTV op Youtube had in 2023 ruim 60.000 abonnees en de verscheidene filmpjes zijn meer dan achttien miljoen keer bekeken. Daarnaast heeft hij een column in het tijdschrift Zo Zit Dat. Ook is hij regelmatig aanwezig in de talkshow HLF8. In 2023 was Göbel een van de deelnemers aan het 23e seizoen van het RTL 4-programma Expeditie Robinson, hij viel als vijftiende af en eindigde daarmee op de zesde plaats.
In 2024 deed Göbel samen met Mark Baanders mee aan het televisieprogramma Voor het blok. In datzelfde jaar deed hij mee aan het televisieprogramma Ik hou van Holland. In de zomer van 2024 maakte Göbel zijn schrijversdebuut met zijn kinderboek Floris en meneer Tortellini - De jacht op de dierendief. Ook deed hij in 2024 mee aan de televisieprogramma’s Het perfecte plaatje en Oh, wat een jaar!.
In 2025 deed Göbel samen met Iris Enthoven mee aan het Videoland-programma Het Jachtseizoen: Most Wanted, Göbel kwam als winnaar uit de strijd.
Naast zijn televisiewerkzaamheden is Göbel vrijwilliger bij de dierenambulance.

### Bestseller 60
| Boeken met noteringen in de Nederlandse Bestseller 60   | Jaar van verschijnen | Datum van binnenkomst | Hoogste positie | Aantal weken | Opmerkingen |
| ------------------------------------------------------- | -------------------- | --------------------- | --------------- | ------------ | ----------- |
| Floris en meneer Tortellini - De jacht op de dierendief | 2024                 | 26-06-2024            | 26              | 1            |             |

## Prijs
In februari 2024 won Göbel een The Best Social Award in de categorie Beste Instagrammer.